# Wojciech Golczewski
Wojciech Golczewski (* 2. Januar 1980) ist ein polnischer Komponist elektronischer Musik und ein Filmkomponist speziell für Horror- und  Science-Fiction-Filme.

## Leben
Golczewski befasste sich schon während seiner Schulzeit intensiv mit dem Problem Klangerzeugung durch Computer, er erprobte Protracker, Fasttracker und Scream Tracker, fokussierte sich dann aber weniger auf die Musik als auf Computeranimation.
Nach Abschluss der Schule nahm er ein Kunststudium an der Akademie der Schönen Künste/Posen sowie an der Magdalena Abakanowicz University of the Arts in Posen auf. Nebenher spielte er Gitarre in einer Band.
Seine Karriere als Musiker startete er in der europäischen Demoszene und als Komponist für Videospiele, einschließlich PlayStation 3. Die erste Filmmusik schrieb er 2009 für den australischen Science-Fiction-Film Eraser Children, der auf diversen australischen Film-Festivals gezeigt wurde und dort mehrmals für den besten Score nominiert wurde.

## Filmografie
- 2009: Eraser Children
- 2010: Zombie Driller Killer
- 2010: Phasma ex  Machina, Regie: Matt Osterman
- 2011: City State, Stadt der Gewalt, Regie Olaf de Fleur Johannesson
- 2012: Der Killer, Regie: Neil Mackay
- 2011: Late Phases, Regie: Adrián García Bogliano
- 2015: We Are Still Here – Haus des Grauens, Regie: Ted Geoghegan
- 2015: 400 Days, Regie: Matt Osterman
- 2016: Tonight She Comes – Die Nacht der Rache, Regie: Matt Stuertz
- 2018: Hover, Regie: Matt Osterman
- 2020: Undergods, Regie Chino Moja